# Copa Espírito Santo de Futebol 2014
In 2014 werd de twaalfde editie van de Copa Espírito Santo de Futebol, gespeeld voor voetbalclubs uit de Braziliaanse staat Espírito Santo. De competitie werd georganiseerd door de FES en werd gespeeld van 8 augustus tot 22 november. Real Noroeste werd kampioen en mocht daardoor deelnemen aan de Copa do Brasil 2015. 

## Eerste fase

### Groep A
| Plaats | Clu           | Wed. | W | G | V | Saldo | Ptn. |
| ------ | ------------- | ---- | - | - | - | ----- | ---- |
| 1.     | Rio Branco    | 10   | 7 | 2 | 1 | 23:10 | 23   |
| 2.     | Real Noroeste | 10   | 6 | 3 | 1 | 21:5  | 21   |
| 3.     | Tupy          | 10   | 3 | 5 | 2 | 6:7   | 14   |
| 4.     | São Mateus    | 10   | 2 | 3 | 5 | 7:14  | 9    |
| 5.     | Linhares      | 10   | 2 | 2 | 6 | 13:23 | 8    |
| 6.     | GEL           | 10   | 0 | 5 | 5 | 4:15  | 5    |

|  | Geplaatst voor tweede fase |

### Groep B
| Plaats | Clu                 | Wed. | W | G | V | Saldo | Ptn. |
| ------ | ------------------- | ---- | - | - | - | ----- | ---- |
| 1.     | Desportiva          | 8    | 6 | 0 | 2 | 21:9  | 18   |
| 2.     | Atlético Itapemirim | 8    | 5 | 2 | 1 | 10:6  | 17   |
| 3.     | Cachoeiro           | 8    | 4 | 1 | 3 | 12:13 | 13   |
| 4.     | Vitória             | 8    | 2 | 0 | 6 | 9:16  | 6    |
| 5.     | Castelo             | 8    | 1 | 1 | 6 | 12:20 | 4    |

|  | Geplaatst voor tweede fase |

## Tweede fase
|  | halve finale        | halve finale | halve finale | halve finale |  |                     | finale | finale | finale | finale |
|  |                     |              |              |              |  |                     |        |        |        |        |
|  |                     |              |              |              |  |                     |        |        |        |        |
|  | Rio Branco          | 1            | 1            | 2            |  |                     |        |        |        |        |
|  | Atlético Itapemirim | 3            | 0            | 3            |  |                     |        |        |        |        |
|  |                     |              |              |              |  | Atlético Itapemirim | 1      | 1      | 2      |        |
|  |                     |              |              |              |  | Real Noroeste       | 2      | 1      | 3      |        |
|  | Desportiva          | 0            | 2            | 2            |  |                     |        |        |        |        |
|  | Real Noroeste       | 2            | 1            | 3            |  |                     |        |        |        |        |

## Kampioen
| Copa Espírito Santo de Futebol de 2014 |
| Águia Branca                           |
| -------------------------------------- |
| REAL NOROESTE Kampioen (3° titel)      |